# Philip Bate
Philip Argall Turner Bate (1909–1999) fue un musicólogo, retransmisor de radio y coleccionista de instrumentos musicales.

## Niñez y educación
Bate nació en Glasgow el 26 de marzo de 1909, su padre, Percy Herbert Bate era el secretario del Glasgow Museum of Arts, su madre era Mary Turner, una aplicada música que tocaba el piano y el violín y cantaba en el coro Bach de Charles Sanford Terry en Aberdeen. Su padre no quería música en casa, pero le dejaba cantar canciones infantiles acompañándole su madre al piano. Su padre fue curador de la Galería y Museo de Arte Municipal de Aberdeen y murió cuando Philip contaba con cuatro años de edad. Durante su asistencia al Aberdeen Grammar School, Bate escuchó un concierto en la escuela dado por la Scottish Orchestra y esto le inspiró a empezar a tocar el clarinete; ganó una beca Carnegie para estudiar en la Universidad de Aberdeen, donde obtuvo un Bachelor's degree con honores en ciencias puras en 1932.

## Retransmisiones
Bate tuvo la intención de continuar sus estudios de posgrado en geología, pero solicitó un puesto en el nuevo departamento de drama de la emisora BBC de Aberdeen debido a que había sido miembro de varias sociedades de teatro en la universidad Finalmente obtuvo trabajo en la sede de Londres. Bate pasó la mayor parte de su carrera trabajando para el departamento de música de la BBC, empezando como controlador de sonido entre 1934 y 1937 y luego gerente de estudio de 1937 a 1939. El 21 de julio de 1936, Bate se casó con Sheila Glassford Begg, de la cual se divorciaría más tarde. Durante la Segunda Guerra Mundial, Bate trabajó en la censura militar y luego fue llamado de nuevo por la BBC para producir la grabación de James Blades tocando el son del tambor usado como el símbolo de las retransmisiones de la resistenacia del servicio europeo de la BBC. Tras la guerra Bate continuó trabajando en la televisión, como productor para el servicio de música Empire entre 1946 y 1956. 
Bate estuvo involucrado en la producción de las primeras retransmisiones en directo del Festival Internacional de Edinburgo y fue pionero en varios programas en directo, como The Conductor Speaks, con Sir Henry Wood, Sir Malcolm Sargent, Sir Thomas Beecham, y Leopold Stokowski. Bate más tarde se dio cuenta del potencial del televisado de obras de ballet y produjo la primera aparición de Dame Margot Fonteyn, animando grupos como el ballet de la Ópera de París a visitar Gran Bretaña por primera vez. Entre 1956 y 1967 llevó a cabo la formación de nuevos empleados para la BBC, pasando su último año antes de jubilarse como el primer jefe del nuevo centro de comunicaciones de Dublín. El 23 de mayo de 1959 Bate se casó con su segunda esposa, Yvonne Mary Leigh-Pollitt.

## Legado
Desde que estaba en la escuela, Bate mostró un inusitado interés por los instrumentos musicales, los cuales empezó a coleccionar y estudiar. Visitaría tiendas de antigüedades y rastros en busca de nuevos artículos: un clarinete que compró en un puesto de un mercado le costó una semana de paga — su primera flauta, de William Henry Potter, le fue dada por sus amigos y la siguiente la heredó de su bisabuelo flautista. Mientras estaba en Londres visitaría los mercados de Caledonian Road, Portobello y Bermondsey, haciendo amistades con aquellos que compartían sus intereses, como Canon Francis Galpin, que animó a Bate que empleara su educación científica al estudio de los instrumentos musicales. Bate utilizó sus habilidades en la carpintería para crear y restaurar instrumentos de su colección y tras aprender técnicas de trabajo de metales, creó reproducciones de trompetas barrocas empleadas por la Early Music Consort of London de David Munrow.
En 1946 Bate y un grupo de amigos fundaron la Galpin Society, el primer grupo en especializarse en la historia y estudio de instrumentos musicales. Fue el primer vicepresidente y desde 1977 fue su presidente. Así como escribir artículos para el Grove Dictionary of Music and Musicians, Bate escribió los libros The Oboe (1956), The Trumpet and Trombone (1966), y The Flute: a Study of its History, Development and Construction (1969). 
Cuando contaba con 60 años, su colección de instrumentos musicales cubría ya la historia de los instrumentos de viento-madera desde 1680 e incluía también instrumentos de viento-metal y una colección de manuales sobre instrumentos originales. Convencido de que la colección tenía valor para los interesados en interpretación musical y que los instrumentos debían usarse conservarse adecuadamente, donó la Bate Collection of Musical Instruments a la Universidad de Oxford en 1968, bajo la condición de que se usara para la enseñanza y tuviera un curador especializado para cuidar los instrumentos y dar conferencias sobre ellos. Bate continuó añadiendo nuevos instrumentos y creció más todavía con la inclusión de las colecciones de algunos de sus amigos y colegas de la Galpin Society. 
Bate hizo un honorario Master of Arts por la Universidad de Oxford en 1973. Philip Bate murió el 3 de noviembre de 1999, en el Whittington Hospital, Islington y fue incinerado, y sus cenizas enterradas en el jardín de la facultad de música cerca de la Bate Collection en Oxford.